# 드레드 (프로게이머)
드레드(본명: 이진혁, 2000년 6월 7일 ~ )는 대한민국의 리그 오브 레전드 프로게이머로 아이디는 Dread이다. 포지션은 정글이다.

## 선수 생활
2017년 12월, 리버스 게이밍에 입단하면서 프로 커리어를 시작했다. 팀의 챌린저스 승격에 일조했다. 스프링 시즌 팀의 주전으로 활동했다. 스프링 시즌 종료 후 팀에서 퇴단했다.
2019시즌을 앞두고 아프리카 프릭스에 입단했다. 스프링 시즌에서는 주전으로 출전했으나 경기 내용적으로 좋지 못한 모습을 보여주었다. 서머 시즌에서는 시즌 초반 좋은 모습을 보여주면서 팀을 이끌었으나 시즌이 진행될수록 점차 좋지 못한 모습을 노출했다.
2020 스프링 시즌에서는 스피릿의 서브 선수로 활동했다. 스프링 2라운드에서는 출전을 기록했지만 좋지 못한 모습을 보이면서 다시 서브 선수가 되었다. 서머 시즌에서도 스피릿의 서브 선수로 활동했다.
2021시즌을 앞두고 스피릿이 은퇴하면서 아프리카의 주전 정글러가 되었다. 스프링 시즌 초반에는 좋지 못한 모습을 보여주었지만 뒤로 갈수록 좋은 모습을 보여주면서 팀을 이끌었다. 서머 시즌에서는 폼이 오른 모습을 모여주면서 팀의 포스트시즌 진출에 기여했다. 2021시즌 종료 후 팀에서 퇴단했다.
2022시즌을 앞두고 농심 레드포스에 입단했다. 입단 이후 팀의 주전 정글러가 되었다. 스프링 시즌 초반에는 좋은 모습을 여러번 보여주었지만 코로나19의 여파가 팀을 덮친 이후에는 부진한 모습을 여러번 보여주었다. 서머 시즌에서도 초반 부진한 모습을 보여주었다. 서머 시즌 중반인 2022년 7월에는 건강 문제가 나타나면서 2군으로 샌드다운되기도 하였다. 서머 6주차에 복귀를 했으며 복귀 후에는 전보다 나은 경기력을 보여주었다. 2022시즌 종료 후 팀에서 퇴단했다.

## 소속팀
| # | 팀명            | 소속 기간               | 소속 리그 | 비고 |
| - | --------------- | ----------------------- | --------- | ---- |
| 1 | 리버스 게이밍   | 2017.12.16 ~ 2018.06    | CK        |      |
| 2 | 아프리카 프릭스 | 2018.11.10 ~ 2021.11.16 | LCK       |      |
| 3 | 농심 레드포스   | 2021.11.24 ~ 2022.11.22 | LCK       |      |

## 수상 내역
- 2019 LoL KeSPA컵 울산 우승